# Micronemacheilus taeniatus
Micronemacheilus taeniatus är en fiskart som först beskrevs av Pellegrin och Chevey, 1936.  Micronemacheilus taeniatus ingår i släktet Micronemacheilus och familjen grönlingsfiskar. IUCN kategoriserar arten globalt som livskraftig. Inga underarter finns listade i Catalogue of Life.